# استشارة تقنية المعلومات

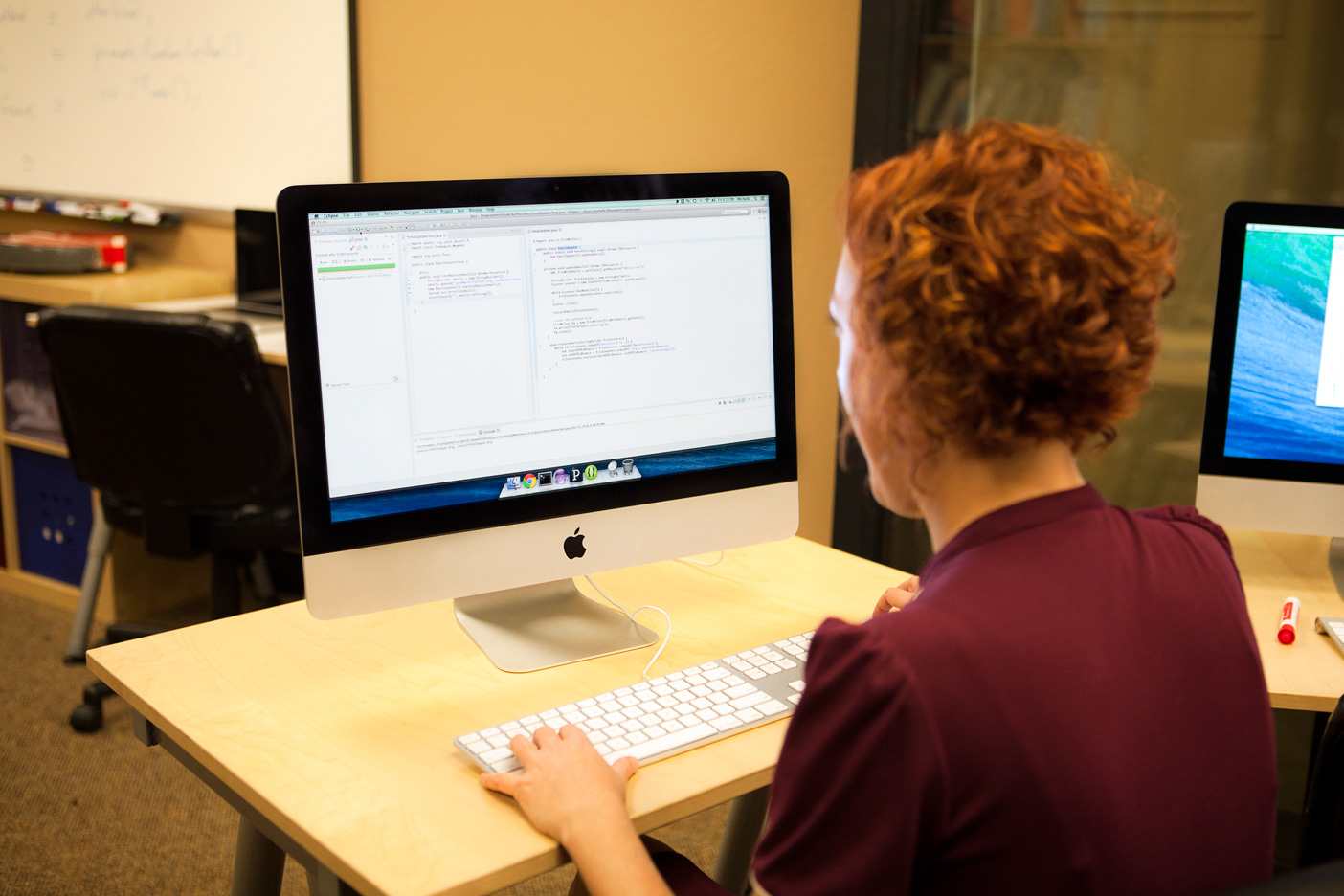

استشارة تقنية المعلومات (يطلق عليها أيضا اسم خدمات وأعمال استشارة الحاسب، استشارة حاسوبية، استشارة تقنية أو استشارية تقنية المعلومات) هو مجال يركز على تقديم المشورة للأعمال حول أفضل الطرق التي يستخدمون بها تقنية المعلومات بحيث يصلون إلى أهداف أعمالهم. وبالإضافة إلى تقديم المشورة فإن استشاريات تقنية المعلومات غالبا ماتقوم بتنفيذ ونشر والإشراف على أنظمة المعلومات نيابة عن الشركات
فيما يعرف باسم تعهيد.

## نظرة عامة
يمكن النظر إلى قطاع استشارة تقنية المعلومات على أنها منظومة ذات أربع مستويات:
- شركات الخدمات المهنية، والتي تمتلك قوى عمل مهنية كبيرة بمعدلات أسعار عالية.
- شركات التوظيف، والتي تقوم بربط أصحاب المهن بأصحاب الأعمال لفترة مؤقتة في حالات نقص العمالة أو وجود عجز مؤقت في الكفاءات والمشاريع التقنية.
- الاستشاريون المستقلون، والذين يعملون لحسابهم الخاص. أو قد يعملون كموظفين في شركات التوظيف (لأغراض تتعلق بالضريبة الأمريكية، للموظفين على W-2") أو كمتعاقدين مستقلين بمجهودهم الخاص (لأغراض تتعلق بالضريبة الأمريكية، على 1099)
- مستشارو أمان المعلومات

هناك العديد من الأسباب التي تستدعي تدخل المستشارين:
- للحصول على نصيحة وتزكيات خارجية تساعد على الوصول للأهداف بشكل أسرع.
- لاستخدام الخبرة الواسعة المتخصصة للاستشاريين
- ببساطة كمساعدة مؤقتة في مشروعات المرة الواحدة والتي لا تحتاج إلى موظفين دائمين.
- من أجل تعهيد كل أو جزء من خدمات تقنية المعلومات.

## المباديء الخمسة الرئيسية
المباديء الخمسة الرئيسية لاستشارة تقنية المعلومات هي:
- التركيز على العلاقة: فهم شخصية وتوقعات العميل وترتيبات العميل وباقي أصحاب المصلحة
- دور محدد بوضوح: تحديد الأدوار والمسؤوليات لكل من العملاء وأصحاب المصلحة والفريق الاستشاري
- رؤية النجاح: مساعدة العميل في رؤية النهاية عند البداية
- أنت تقوم بتقديم المشورة وهم يقررون: العميل هو أفضل من يقرر
- إتجه نحو النتائج: ضمان أن الحلول تعالج مشاكل المستخدم النهائي، تدريب المستخدم والتنفيذ ومعوقات الصيانة.

## المتطلبات والعوائق الرئيسية
عندما يحدد صاحب العمل احتياجه إلى نقل العمل إلى المستوى التالي، سيقوم صانع القراربتحديد رؤية المشروع والتكلفة والإطار الزمني للمشروع. دور شركة استشارة تقنية المعلومات هو دعم وتغذية الشركة منذ بداية المشروع وحتى النهاية وتسليم المشروع ليس فقط من حيث الرؤية والوقت والتكلفة لكن أيضا مع الرضا التام للعميل.
[تعديل]

### رؤية المشروع والتخطيط
المشكلة الاعتيادية هي أن صاحب العمل لايعرف بالتفصيل ما الذي سيقوم المشروع بتنفيذه قبل بداية العملية. في العديد من الحالات قد يؤدي المجهود الإضافي في بعض المشاريع إلى خسارة مالية كبيرة.
إن أسوأ مشكلة هي عدم وضوح الأساس الذي يتم عليه تقييم المديرين المنوطين بإدارة المشروع – مما يؤدي إلى صعوبة كونهم عرضة للمسؤولية.

### عملية العمل وتصميم المنظومة
ترتبط رؤية المشروع بشكل وثيق بعمليات العمل المقترحة والأنظمة التي سيقوم المشروع بتسليمها. وبغض النظر عما إذا كان المشروع سيقوم بإطلاق مجال لمنتج جديد أو إيقاف الأجزاء التي لاتحقق ربحا للعمل، فإن التغيير سيكون له بعض التأثير على عمليات ومنظومات العمل. يعتبر توثيق عمليات ومتطلبات منظومة العمل أحد أساسيات رؤية المشروع التي لاتقل في أهميتها عن أهمية الخطة المعمارية بالنسبة لرؤية وتشييد بناية ما

### دعم إدارة المشروع
إن أكثر مشروعات الأعمال نجاحاً هي تلك التي يتم قيادتها من خلال موظف لديه الصلاحيات والرؤية والتأثير الكافي لإحداث التغييرات المطلوبة في عمل ما. من المستبعد جدا أن يدرك صاحب المشروع (صانع القرار أو مايوازيه) التغيرات مالم يقم بتوظيف أحدا من هؤلاء الأشخاص. ومع ذلك، يتطلب دور قائد المشروع عادة خبرة كبيرة ومهارات لاتتواجد عادة في شركة ترتكز على عمليات يوم بيوم. وبسبب هذه الحاجة ضمن الكثير من مشاريع/برامج تغيير الأعمال الكبرى، غالبا مايتم البحث عن خبرة خارجية للاستعانة بها من الشركات التي يمكنها جلب تلك المهارة المحددة التي تحتاجها الشركة.

## مهارات استشارة تقنية المعلومات
يحتاج استشاري تقنية المعلومات إلى امتلاك المهارات التالية:
- مهارات تقديم المشورة
- مهارات مهنية
- مهارات العمل
- مهارات الاتصال

## رسوم الاستشارة
في الأحوال العادية، يتم احتساب رسوم استشارة تقنية المعلومات على أساس يومي لكل مستشار. ومع ذلك، يوجد خيار آخر وهو استشارة تقنية المعلومات برسوم ثابتة. ينطبق عقد الرسوم الثابتة لاستشارة تقنية المعلومات فقط على المشاريع المحددة بشكل واضح، على سبيل المثال:
- مشاريع إنعاش البنية التحتية
- تصميم الشبكات
- استشارة تقنية المعلومات لاكتشاف الأخطاء وتصحيحها
- تنفيذ خصائص محددة موصوفة بشكل صحيح، مثل مراقبة الأنظمة
- تخطيط قدرة البنية التحتية

بشكل عام، تكون استشارة تقنية المعلومات بالرسوم الثابتة مخصصة لكمية محددة من العمل ضمن إطار زمني محدد.
تتجه العديد من الشركات الآن نحو نموذج استشارة تقنية المعلومات ذات الرسوم الثابتة.
من المتوقع استمرار هذا التوجه حيث تطلب العديد من الشركات تسليم خدمات استشارة تقنية المعلومات في إطار وقت وتكلفة محددين.
تفضل النماذج الاستشارية مفتوحة العضوية التعامل مع شركة استشارية، حيث يتم الدفع على أساس يومي، بدون حوافز لإكمال المهام في وقت ثابت، وتكون النتيجة غالباً حدوث تجاوزات في المشروع وتجاوزات كبيرة في التكلفة.

## الاستشارة الإدارية واستشارة تقنية المعلومات
هناك خط غير واضح نسبياً يفصل بين الاستشارة الإدارية واستشارة تقنية المعلومات. هناك تداخلات في بعض الأحيان بين المجالين، ولكن غالباً ما يكون مستشارو تقنية المعلومات حاصلين على درجات علمية في علم الحاسوب أو الإلكترونيات أو التقنية أو نظم المعلومات الإدارية، بينما يكون المستشارون الإداريون غالبا ًحاصلين على درجات علمية في المحاسبة أو الاقتصاد أو الهندسة الصناعية أو التمويل أو ماجستير إدارة أعمال عام.
وفقاً لمؤسسة تعليم وتنمية الشراكة، فإن معظم إيرادات مستشاري تقنية المعلومات تأتي بشكل أساسي من الاستشارة التخطيطية والتصميمية مع خليط من استشارة الأعمال واستشارة تقنية المعلومات. وهذا يختلف عن دامج المنظومات في أنه لا يتحتم على المرء عادة أن يقوم بتسمية الناتج. تكمن قيمتهم الفعلية في قدرتهم على دمج ودعم التقنيات بالإضافة إلى تحديد المنتج والعلامات التجارية.